# Fluornatropyrochlor
Fluornatropyrochlor ist ein sehr seltenes Mineral aus der Mineralklasse der Oxide und Hydroxide. Es kristallisiert im kubischen Kristallsystem mit der Zusammensetzung (Na,Pb,Ca,REE,U)2Nb2O6F, ist also ein Natrium-Niobat mit zusätzlichen Fluor-Ionen.
Fluornatropyrochlor kommt an seiner Typlokalität in Form von xenomorphen Körnern und nur gelegentlich subidiomorphen Kristallen von maximal 0,25 mm Größe vor. Beschrieben wurden aber auch idiomorphe Kristalle bis 1 mm Größe.
Die Typlokalität des Fluornatropyrochlors ist der Uran und REE führende spätvariszische Alkaligesteinspluton der Boziguoer-Intrusion (Koordinaten der Intrusion Boziguoer) bei Baicheng im Kreis Bay, Regierungsbezirk Aksu, Uigurisches Autonomes Gebiet Xinjiang in China.

## Etymologie und Geschichte
Während der Bearbeitung des Uran und REE führenden spätvariszischen Alkaligesteinsplutons der Boziguoer-Intrusion bei Baicheng im Kreis Bay, Regierungsbezirk Aksu, Uigurisches Autonomes Gebiet Xinjiang in China, stellte sich ein Mineral als neuer Vertreter der Pyrochlorgruppe heraus. Nach Ermittlung der petrografischen Eigenschaften, der chemischen Zusammensetzung, der Spektraleigenschaften und der Kristallstruktur unter Zuhilfenahme einer Kombination aus Polarisationsmikroskopie, Mikrosondenanalysen, Röntgendiffraktometrie und FTIR-Spektroskopie wurde das neue Mineral der International Mineralogical Association (IMA) vorgelegt, die es im Jahre 2013 unter der vorläufigen Bezeichnung „IMA 2013-056“ anerkannte. Die wissenschaftliche Erstbeschreibung dieses Minerals erfolgte im Jahre 2015 durch ein chinesisches Forscherteam mit Yin Jingwu, Li Guowu, Yang Guangming, Ge Xiangkun, Xu Haiming und Wang Jun im kanadischen Wissenschaftsmagazin The Canadian Mineralogist.
Die Autoren benannten das neue Mineral in Übereinstimmung mit der Nomenklatur der Pyrochlor-Obergruppe aufgrund seiner chemischen Zusammensetzung mit einer durch Natrium dominierten A-Position, durch Niob dominierten B-Position sowie durch Fluor dominierten Y-Position als Fluornatropyrochlor (englisch Fluornatropyrochlore).
Das Typmaterial für Fluornatropyrochlor wird unter der Katalognummer M12183 (Holotyp) in der Sammlung des Chinesischen geologischen Museums in Peking, China, aufbewahrt.
Während der Überarbeitung der Nomenklatur der „Pyrochlorgruppe“ zur neuen, im Jahre 2010 vorgestellten Pyrochlor-Obergruppe (Pyrochlor-Supergruppe) hatte sich zwar herausgestellt, dass ein Mineral mit einer Zusammensetzung, welche die Benennung als „Fluornatropyrochlor“ rechtfertigen würde, bereits von Pavel M. Kartashov untersucht worden war – die Ergebnisse waren jedoch unveröffentlicht geblieben.

## Klassifikation
Die aktuelle Klassifikation der International Mineralogical Association (IMA) zählt den Fluornatropyrochlor zur Pyrochlor-Obergruppe mit der allgemeinen Formel A2–mB2X6–wY1–n, in der A, B, X und Y unterschiedliche Positionen in der Struktur der Minerale der Pyrochlor-Obergruppe mit A = Na, Ca, Sr, Pb2+, Sn2+, Sb3+, Y, U, □, oder H2O; B = Ta, Nb, Ti, Sb5+ oder W; X = O, OH oder F und Y = OH−, F, O, □, H2O oder sehr große (>> 1,0 Å) einwertige Kationen wie K, Cs oder Rb repräsentieren. Zur Pyrochlor-Obergruppe gehören neben Fluornatropyrochlor noch Cesiokenopyrochlor, Fluorcalciomikrolith, Fluorcalciopyrochlor, Fluorcalcioroméit, Fluornatrocoulsellit, Fluornatromikrolith, Hydrokenoelsmoreit, Hydrokenomikrolith, Hydrokenopyrochlor, Hydrokenoralstonit, Hydropyrochlor, Hydroxycalciomikrolith, Hydroxycalciopyrochlor, Hydroxycalcioroméit, Hydroxyferroroméit, Hydroxykenoelsmoreit, Hydroxykenomikrolith, Hydroxykenopyrochlor, Hydroxymanganopyrochlor, Hydroxynatropyrochlor, Kenoplumbomikrolith, Oxycalciopyrochlor, Oxycalcioroméit, Oxynatromikrolith, Oxyplumboroméit, Oxystannomikrolith und Oxystibiomikrolith.
Fluornatropyrochlor bildet zusammen mit Cesiokenopyrochlor, Fluorcalciopyrochlor, Hydrokenopyrochlor, Hydropyrochlor, Hydroxycalciopyrochlor, Hydroxykenopyrochlor, Hydroxymanganopyrochlor, Hydroxynatropyrochlor und Oxycalciopyrochlor innerhalb der Pyrochlor-Obergruppe die Pyrochlorgruppe.
In der veralteten 8. Auflage der Mineralsystematik nach Strunz war der Fluornatropyrochlor noch nicht aufgeführt.
In der zuletzt 2018 überarbeiteten Lapis-Systematik nach Stefan Weiß, die formal auf der alten Systematik von Karl Hugo Strunz in der 8. Auflage basiert, erhielt das Mineral die System- und Mineralnummer IV/C.12-012. Dies entspricht der Klasse der „Oxide und Hydroxide“ und dort der Abteilung „Oxide mit dem Stoffmengenverhältnis Metall : Sauerstoff = 2 : 3 (M2O3 und verwandte Verbindungen)“, wo Fluornatropyrochlor zusammen mit Fluorcalciopyrochlor, Fluorkenopyrochlor, Fluorstrontiopyrochlor, Hydropyrochlor, Hydroxycalciopyrochlor, Hydroxykenopyrochlor, Hydroxymanganopyrochlor, Kenoplumbopyrochlor, Oxycalciopyrochlor, Oxynatropyrochlor, Oxyplumbopyrochlor, Oxyyttropyrochlor-(Y) die „Pyrochlor-Untergruppe (Nb ± Ta)“ mit der Systemnummer IV/C.12 bildet.
In der von der IMA bis 2009 aktualisierten 9. Auflage der Strunz’schen Mineralsystematik hat der Fluornatropyrochlor keinen Eintrag.
In der vorwiegend im englischen Sprachraum gebräuchlichen Systematik der Minerale nach Dana ist der Fluornatropyrochlor nicht gelistet.

## Chemismus
Zehn Mikrosondenanalysen an zwei Einzelkörnern lieferten Mittelwerte von 6,80 % Na2O; 0,01 % K2O; 2,01 % CaO; 0,01 % MgO; 0,05 % FeO; 0,03 % SrO; 16,17 % PbO; 4,29 % Ce2O3; 1,65 % La2O3; 0,41 % Nd2O3; 0,42 % Y2O3; 0,03 % SiO4; 1,36 % TiO2; 5,91 % UO2; 3,00 % Ta2O5; 53,42 % Nb2O5; 3,19 % F; 0,02 % Cl; 0,48 % ThO2; 0,01 % Sb2O5; 0,01 % ZrO2; 0,04 % MnO; 0,34 % SnO2 und [(O ≡ F,Cl) –1,35 %, Summe = 98,21 %]. Auf der Basis von sieben Anionen pro Formeleinheit wurde daraus die empirische Formel (Na1,03Pb0,34Ca0,17U0,10Th0,01Ce0,12La0,05Y0,02Nd0,01)Σ=1,85(Nb1,88Ti0,08Ta0,06Sn0,01)Σ=2,03O6,21F0,79 berechnet, die zu (Na,Pb,Ca,REE,U)2Nb2O6F vereinfacht wurde.
Von allen Mineralen enthält lediglich Fluornatropyrochlor die Elementkombination Na – Nb – O – F. Darüber hinaus weisen Bornemanit, Na6BaTi2Nb(Si2O7)2(PO4)O2(OH)F; Nacareniobsit-(Ce), NbNa3Ca3(Ce,REE)(Si2O7)2OF3; Kentbrooksit, (Na,REE)15(Ca,REE)6(Mn2+,Fe2+)3Zr3Nb[Si25O74]F2·2H2O; Vuonnemit, Na11Ti4+Nb2(Si2O7)2(PO4)2O3(F,OH); und Zvyaginit, NaZnNb2Ti[Si2O7]20(OH,F)3(H2O)4 + (x < 1); chemische Ähnlichkeiten zum Fluornatropyrochlor auf.
Innerhalb der Pyrochlor-Obergruppe sind theoretisch durch die vier verschiedenen zu besetzenden Positionen eine Vielzahl von Substitutionsmöglichkeiten vorhanden.
Fluornatropyrochlor ist das Na-dominante Analogon zum Ca-dominierten Fluorcalciopyrochlor und das F-dominante Analogon zum OH-dominierten Hydroxynatropyrochlor. Untergruppen-übergreifend ist Fluornatropyrochlor das Nb-dominante Analogon zum Ta-dominierten Fluornatromikrolith und zum Al3+-dominierten Fluornatrocoulsellit.

## Kristallstruktur
Fluornatropyrochlor kristallisiert im kubischen Kristallsystem in der Raumgruppe Fd3m (Raumgruppen-Nr. 227) mit dem Gitterparameter a = 10,5053 Å sowie acht Formeleinheiten pro Elementarzelle.
Die Kristallstruktur des Fluornatropyrochlors ist durch kantenverknüpfte NbO6-Oktaeder charakterisiert, die eine Kette in Richtung [110] bilden, während NbO6-Oktaeder mit gemeinsamen Ecken einen dreidimensionalen Käfig formen. Die Natrium-Atome sitzen im Zentrum dieses Käfigs, welches durch sechs Sauerstoff- und zwei Fluor-Atome gebildet wird. Diese würfelförmigen NaO6F2-Polyeder sind miteinander über gemeinsame Kanten verbunden.
Die Kationen Na und Nb nehmen die Positionen 16c bzw. 16d ein, während O und F auf den Positionen 48f und 8a sitzen. Nb ist von sechs Sauerstoffatomen in oktaedrischer Koordination umgeben, während Na hexaedrisch durch zwei Fluor- und sechs Sauerstoffatome koordiniert ist. Die sechs Sauerstoff-Atome sind in Form eines höckerigen Rings angeordnet, während die Fluor-Atome möglicherweise linear koordiniert sind.
Fluornatropyrochlor ist isotyp (isostrukturell) zu allen anderen in der Raumgruppe Fd3m (Raumgruppen-Nr. 227) kristallisierenden Vertretern der Pyrochlor-Obergruppe.

## Eigenschaften

### Morphologie
Fluornatropyrochlor bildet an seiner Typlokalität allotriomorphe Körner und höchstens subidiomorphe Kristalle bis 0,25 mm Größe. An der Lokalität „Lagoa do Fogo“, Maciço de Água de Pau, São Miguel, Ilhas dos Açores, Portugal, wird er in idiomorphen, oktaedrischen Kristallen bis ca. 1 mm Größe angetroffen.

### Physikalische und chemische Eigenschaften
Die Kristalle des Fluornatropyrochlors sind an der Typlokalität bräunlichgelb bis rötlichorange, in „Lagoa do Fogo“, São Miguel, Azoren, hingegen leuchtend orange. Ihre Strichfarbe ist dagegen immer hellgelb. Die Oberflächen des durchscheinenden bis durchsichtigen Fluornatropyrochlors zeigen einen diamantartigen Glanz, was gut mit dem sehr hohen Wert für die Lichtbrechung (n = 2,10) übereinstimmt. Fluornatropyrochlor ist optisch isotrop.
Fluornatropyrochlor weist keine Spaltbarkeit und auch keine Teilbarkeit auf. Aufgrund seiner Sprödigkeit bricht er aber ähnlich wie Quarz, wobei die Bruchflächen muschelig ausgebildet sind.
Mit einer Mohshärte von 4 bis 4,5 gehört das Mineral zu den mittelharten Mineralen und lässt sich wie das Referenzmineral Fluorit mit einem Taschenmesser mehr oder weniger leicht ritzen. Die berechnete Dichte für Fluornatropyrochlor beträgt 5,275 g/cm³.
Fluornatropyrochlor zeigt weder im langwelligen noch im kurzwelligen UV-Licht eine Fluoreszenz. Angaben zur Kathodolumineszenz unter dem Elektronenstrahl fehlen für das Mineral.

## Bildung und Fundorte
Die Typlokalität für Fluornatropyrochlor ist der 43 km nördlich von Baicheng im Kreis Bay, Regierungsbezirk Aksu, Uigurisches Autonomes Gebiet Xinjiang in China liegende, spätvariszische Alkaligesteinspluton der Boziguoer-Intrusion.
Die Intrusion führt umfangreiche Niob-Tantal-Mineralisationen und zeichnet sich durch hohe Gehalte an Rubidium, Uran, Thorium, Zirkonium und Metallen der Seltenen Erden aus. Im Intrusivkörper existieren zwei unterschiedliche Bergbaudistrikte mit zu unterschiedlichen Zeiten gebildeten Mineralisationen, wobei es in den beiden Abbaugebieten auch unterschiedliche Mineralparagenesen gibt. Xenotim-(Y), Chevkinit-(Ce) und Fergusonit-(Y) finden sich hauptsächlich als Akzessorien im Aegirin-Granit des Westteils, während Thorit und Columbit-(Fe) vor allem im Biotit-Adamellit des Ostteils enthalten sind.
Typische Begleitminerale des Fluornatropyrochlors an seiner Typlokalität sind Mikroklin, Albit, Aegirin, ein natriumhaltiger Amphibol, Biotit, Zirkon, Rutil, Thorit, Fluorit, Fluocerit-(Ce), Columbit-(Fe), Xenotim-(Y), Astrophyllit, Chevkinit-(Ce) und Fergusonit-(Y).
Als sehr seltene Mineralbildung konnte der Fluornatropyrochlor bisher (Stand 2018) erst von rund zehn Fundpunkten beschrieben werden.
Außer der Typlokalität sind die folgenden Fundorte bekannt:
- die Lagerstätte „Nechalacho“ im Syenitkomplex des Thor Lake, Alkaligesteinskomplex des Blachford Lake bei Yellowknife, Mackenzie District, Nordwest-Territorien, Kanada
- der Steinbruch des Poudrette Quarry (auch Demix Quarry, Uni-Mix Quarry, Desourdy Quarry und Carrière Mont Saint-Hilaire) am Mont Saint-Hilaire, Regionale Grafschaftsgemeinde (MRC) La Vallée-du-Richelieu, Montérégie, Québec, Kanada
- die Ilmenit-Vorkommen bei Girardville in der Regionalen Grafschaftsgemeinde Maria-Chapdelaine, Saguenay–Lac-Saint-Jean, Québec, Kanada
- die Lagerstätte „Maoniuping“ (Koordinaten der REE-Lagerstätte „Maoniuping“) im Kreis Mianning, Autonomer Bezirk Liangshan, Provinz Sichuan, China; hierbei handelt es sich um die weltweit zweitgrößte REE-Lagerstätte, die ursprünglich auch anstelle der „Boziguoer-Intrusion“ als Typlokalität für Fluornatropyrochlor angegeben wurde.[16]
- die Steinbrüche „In den Dellen“, Niedermendig bei Mendig, Laacher-See-Komplex, Eifel, Rheinland-Pfalz, Deutschland
- der Phonolithsteinbruch am Berg Köves bei Hosszúhetény, Mecsekgebirge, Komitat Baranya, Ungarn
- das Prospekt „Ampasibitika“ bei Antsirabe, Distrikt Ambanja, Region Diana, ehemalige Provinz Antsiranana, Madagaskar
- komplexe Ta-Nb-Zr-REE-Mineralisationen in Massiv von Khaldzan Buragtag, Mongolischer Altai, Chowd-Aimag, Mongolei
- Fundstellen bei den Ruinen von Lombadas („imediação das ruinas de Lombadas“), Lagoa do Fogo, Gebirgsmassiv Serra de Água de Pau, São Miguel, Ilhas dos Açores (Azoren), Portugal

Fundstellen für Fluornatropyrochlor in Österreich und der Schweiz sind damit unbekannt.

## Verwendung
Fluornatropyrochlor ist aufgrund seiner Seltenheit ohne jede praktische Bedeutung.